# Бунино (Задонский район)
Бунино — упразднённая деревня в Задонском районе Липецкой области России. На момент упразднения входила в состав Калабинского сельсовета. Исключена из учётных данных в июле 1987 года.

## География
Располагалась у пруда образованного на безымянном ручье (приток реки Кобылья Снова) на расстоянии примерно (по прямой) в 3 км к северу от села Архангельское.

## История
По данным на 1932 год деревня Оленний верх 1-й входила в состав Архангельского сельсовета Больше-Полянского района Центрально-Чернозёмной области.
С 1933 года — в составе Задонского района.
Упразднена в июле 1987 г.

## Население
По данным на 1932 год в деревне проживало 172 человек.